# 鈴木康夫 (栄養学者)
鈴木 康夫（すずき やすお）は、日本の食物学者（栄養学）、管理栄養士。学位は博士（食品栄養科学）（静岡県立大学・2002年）。兵庫大学健康科学部教授。
株式会社ニッピバイオマトリックス研究所、ニッピゼラチン工業株式会社研究開発部研究開発課での勤務を経て、日本学術振興会特別研究員、名古屋経済大学短期大学部生活文化学科講師、名古屋経済大学人間生活科学部教授などを歴任した。

## 概要
栄養学を専攻する食物学者である。悪性新生物に対する茶成分の作用と機構についての研究や、ポリフェノールが肝疾患に与える影響についての研究で知られている。ニッピやニッピゼラチン工業での勤務ののち、日本学術振興会の特別研究員を経て、名古屋経済大学や、兵庫大学で教鞭を執った。

## 来歴

### 生い立ち
1987年（昭和62年）4月、静岡県立大学に進学し食品栄養科学部の栄養学科にて学んだ。静岡県立大学は静岡県により設置・運営される静岡薬科大学、静岡女子大学、静岡女子短期大学を統合して同年に発足したばかりの大学であり、食品栄養科学部は日本の大学としては史上初めて開設された学部であった。1991年（平成3年）3月、静岡県立大学を卒業し、学士の称号を取得した。同年4月、静岡県立大学の大学院に進学し、生活健康科学研究科の食品栄養科学専攻にて学んだ。1993年（平成5年）3月、修士課程を修了し、修士（食品栄養科学）の学位を取得した。

### 研究者として
1993年（平成5年）、ニッピに入社し、バイオマトリックス研究所に配属された。なお、バイオマトリックス研究所は、従前のニッピ研究所を改組して1993年（平成5年）に設置されたばかりの部署である。その後、ニッピゼラチン工業に転じ、研究開発部の研究開発課に配属された。
1999年（平成11年）4月より母校である静岡県立大学の大学院に進学し、再び生活健康科学研究科の食品栄養科学専攻にて学んだ。在学時に「エピガロカテキンガレートと動物細胞外マトリックス成分の相互作用に関する研究」と題した博士論文を執筆した。2002年（平成14年）には博士課程を修了し、博士（食品栄養科学）の学位を取得した。なお、その間に文部省の所管する特殊法人である日本学術振興会により、2000年（平成12年）に特別研究員に選任された。
市邨学園が設置・運営する名古屋経済大学に採用され、2002年（平成14年）に短期大学部の生活文化学科にて講師に就任した。なお、名古屋経済大学短期大学部は、市邨学園短期大学を改称して同年に発足したばかりの短期大学である。生活文化学科には2004年まで勤めた。
2005年（平成17年）、名古屋経済大学の人間生活科学部に異動し、そちらの講師となった。人間生活科学部においては、主として管理栄養学科の講義を担当した。2007年（平成19年）より大学院の人間生活科学研究科の講師も兼務した。2009年（平成21年）3月まで講師を務め、同年4月には人間生活科学部の准教授に昇任した。人間生活科学部においては、引き続き管理栄養学科の講義を担当した。2015年（平成27年）3月まで准教授を務め、同年4月に人間生活科学部の教授に昇任した。人間生活科学部においては、引き続き管理栄養学科の講義を担当した。2017年（平成29年）3月に名古屋経済大学の教授を退任した。
睦学園が設置・運営する兵庫大学に転じ、2017年（平成29年）4月に健康科学部の教授に就任した。健康科学部においては、主として栄養マネジメント学科の講義を担当した。

## 研究
専門は食物学であり、特に栄養学の分野についての研究に取り組んでいる。具体的には、茶の成分が悪性新生物に対して与える影響について研究していた。また、食品に含まれるポリフェノールが肝臓の疾患に与える影響についても研究しており、その疾患抑制作用や関連遺伝子に与える影響について取り上げて調査していた。そのほか、食品の機能性についても研究していた。
学術団体としては、日本栄養改善学会、日本食育学会、日本生化学会などに所属していた。日本栄養改善学会においては、2014年（平成26年）11月より評議員を務めていた。また、愛知県の江南保健所管内においては2013年（平成25年）6月から2015年（平成27年）6月まで栄養士会の会長を務めていた。

## 人物
大学生の頃より始めたバドミントンを趣味としている。

## 略歴
- 1991年 - 静岡県立大学食品栄養科学部卒業[2]。
- 1993年 - 静岡県立大学大学院生活健康科学研究科修士課程修了[2]。
- 1993年 - ニッピ入社[2]。
- 2000年 - 日本学術振興会特別研究員[1][2]。
- 2002年 - 静岡県立大学大学院生活健康科学研究科博士課程修了[1][2]。
- 2002年 - 名古屋経済大学短期大学部生活文化学科講師[1][2]。
- 2005年 - 名古屋経済大学人間生活科学部講師[1][2]。
- 2007年 - 名古屋経済大学大学院人間生活科学研究科講師[1]。
- 2009年 - 名古屋経済大学人間生活科学部准教授[2]。
- 2009年 - 名古屋経済大学大学院人間生活科学研究科准教授。
- 2014年 - 日本栄養改善学会評議員[6]。
- 2015年 - 名古屋経済大学人間生活科学部教授[2]。
- 2015年 - 名古屋経済大学大学院人間生活科学研究科教授。
- 2017年 - 兵庫大学健康科学部教授[2]。

## 著作

### 共著
- 佐塚正樹編著、三好規之ほか著『食べ物と健康の基礎実習――食と健康について学ぶ学生の基礎力向上のために』理工図書、2010年。ISBN 978-4-8446-0756-4
- 斎藤征夫ほか著『生活習慣病と健康管理』診断と治療社、2014年。ISBN 978-4-7878-2117-1

### 註釈
1. ↑  静岡県立大学は、2007年に静岡県から静岡県公立大学法人に移管された。
2. ↑  学士の称号は、1991年7月1日以降の学士の学位に相当する。
3. ↑  静岡県立大学大学院生活健康科学研究科は、薬学研究科と統合・再編され、2012年に薬学研究院、食品栄養環境科学研究院、薬食生命科学総合学府が設置された。
4. ↑  ニッピゼラチン工業株式会社は2000年に解散し[3]、事業は株式会社ニッピに継承された[3]。
5. ↑  日本学術振興会は、2003年に独立行政法人日本学術振興会に改組された。
6. ↑  名古屋経済大学短期大学部生活文化学科は、商経科、英語科と統合され、2005年にキャリアデザイン学科が設置された。